# And One
And One es un grupo alemán de synth pop y EBM fundado por Steve Naghavi y Chris Ruiz en 1989.

## Miembros
- Steve Naghavi
- Joke Jay
- Rick Schah
- Nico Wieditz

## Antiguos miembros
- Chris Ruiz - voz, batería, teclados, programación y baile (1989-1992, 2001-2011).
- Alex Two - programación, sample y teclados (1992-1993).
- Annelie Bertilsson - voz y coros (2000).
- Gio van Oli - teclados (2002-2011).

## Discografía

### Álbumes
- Anguish (1991)
- Flop! (1992)
- Spot (1993)
- I.S.T (1994)
- Nordhausen (1997)
- 9.9.99 9Uhr (1998)
- Virgin Superstar (2000)
- Aggressor (2003)
- Bodypop (2006)
- Bodypop 1½ (2009)
- Live (2009)
- Tanzomat (2011)
- S.T.O.P. (2012)
- Magnet - Trilogie edition (2014)

### Sencillos
- Metalhammer (1990)
- Aus Der Traum (1991)
- Techno Man (1992)
- Life Isn't Easy in Germany (1993)
- Driving with My Darling (1994)
- Deutschmaschine (1994)
- Sometimes (1997)
- Sweety Sweety (1997)
- Sitata Tirulala (1997)
- Get You Closer (1998)
- Wasted (2000)
- Amerika Brennt (2001) (formato MP3 sólo para internet)
- Krieger (2003)
- Military Fashion Show (2006)
- So Klingt Liebe:S/E/X (2006)
- Traumfrau (2006)
- Zerstörer (2011)
- Shouts of joy (2012)
- Killing the mercy

### EP
- Monotonie (1992)
- Maschinenstürmer (1998)
- Frontfeuer (2006)
- Back Home (2011)
- Treibwerk (2012)

### DVD
- And One (actuación en vivo celebrada en la ciudad alemana de Hamburgo el 1 de diciembre de 2006).

### Vídeos musicales
- Second voice (1991)
- Life Isn't Easy in Germany (1993)
- Driving with my Darling (1994)
- Sometimes (1997)
- Get You Closer (1998)
- Wasted (2000)
- Live Aus Leipzig (2000)
- Krieger (2003)
- Traumfrau (2006)
- So Klingt Liebe (2006)
- Military Fashion Show (2007)
- Sex Drive (2011)
- Shouts Of Joy (2012)
- Killing The Mercy (2012)
- Aigua (2012)
- Unter meiner Uniform (2015)
- Zeit Ohne Zeit (2015)
- The Other Side (2015)

### Remezclas y otras colaboraciones
- Syntec - Upper World (1995)
- Syntec - Angel Angel (1995)
- Oomph! - Gekreuzigt (1998)
- Oomph! - Fieber (1999)
- Das Ich - Re_Laborat (1999)
- Collapsed System - Blute Jetzt! (1999)
- Collapsed System - Kompressor (1999)
- Cleaner - The Voice (2000)
- Cleaner - Solaris (US version) (2000)
- Evils Toy - Virtual State (2000)
- Project Pitchfork - Time Killer (2001) (cantada por Steve Naghavi)
- Obscenity Trial - Daydream (2007)